# Unione Polisportiva Comunale Tavagnacco
Maillots
L'Unione Polisportiva Comunale Tavagnacco est un club italien de football féminin fondé en 1989 et basé à Tavagnacco.

## Historique
L'Unione Polisportiva Comunale Tavagnacco est fondé en 1989.
L'équipe atteint la finale de la Coupe d'Italie de football féminin en 2011, perdue contre le Torres Calcio Femminile. La même année, le club termine à la deuxième place du championnat d'Italie, ce qui lui permet de participer pour la première fois à une compétition européenne, la Ligue des champions féminine de l'UEFA 2011-2012. L'UPC Tavagnacco est éliminé en seizièmes de finale par les Suédoises du LdB FC Malmö.

## Palmarès
- Championnat d'Italie
  - Vice-champion en 2011 et en 2013.

- Coupe d'Italie
  - Vainqueur en 2013 et 2014.
  - Finaliste en 2011 et 2015.

- Supercoupe d'Italie
  - Finaliste en 2011, 2013 et 2014.

## Effectif actuel
| N° | Nat.                    | Poste | Nom du joueur     |
| -- | ----------------------- | ----- | ----------------- |
| 2  | Drapeau de l'Italie     | D     | Valeria Gardel    |
| 3  | Drapeau de l'Italie     | D     | Elisa Donda       |
| 4  | Drapeau de l'Angleterre | M     | Millie Chandarana |
| 5  | Drapeau de l'Italie     | D     | Federica Veritti  |
| 6  | Drapeau de l'Italie     | A     | Giada Zhou        |
| 7  | Drapeau du Japon        | D     | Shino Kunisawa    |
| 8  | Drapeau de l'Italie     | M     | Francesca Blasoni |
| 9  | Drapeau de l'Italie     | A     | Elisa Polli       |
| 10 | Drapeau de la Grèce     | A     | Sofía Kóngouli    |
| 12 | Drapeau de l'Italie     | G     | Costanza Nicola   |
| 13 | Drapeau de l'Italie     | A     | Caterina Ferin    |
| 14 | Drapeau de l'Italie     | D     | Chiara Cecotti    |

| No. | Nat.                   | Position | Nom du joueur      |
| --- | ---------------------- | -------- | ------------------ |
| 15  | Drapeau de l'Italie    | M        | Benedetta Brignoli |
| 16  | Drapeau de l'Italie    | M        | Valentina Puglisi  |
| 17  | Drapeau de la Slovénie | M        | Nike Babnik        |
| 18  | Drapeau du Japon       | D        | Mizuho Kato        |
| 20  | Drapeau de l'Italie    | D        | Gaia Milan         |
| 21  | Drapeau de l'Italie    | G        | Alessia Capelletti |
| 22  | Drapeau de l'Italie    | G        | Marika Fontana     |
| 23  | Drapeau de la Slovénie | A        | Lara Ivanuša       |
| 32  | Drapeau de l'Italie    | D        | Teresa Gallo       |
|     | Drapeau de l'Autriche  | D        | Nike Winter        |
|     | Drapeau de la Slovénie | M        | Marusa Sevsek      |